# Лич, Бернард
Бернард Лич (англ. Bernard Leach, полное имя Bernard Howell Leach; 1887—1979) — британский художник и педагог, занимавшийся гончарным делом. Считается «отцом британской школы гончарного дела».

## Биография
Родился 5 января 1887 года в Гонконге. Его мать Элеонора (урожденная Шарп) умерла при родах. Первые свои годы жизни мальчик провел в Японии в Киото у родителей матери. Создав новую семью, в 1890 году отец забрал сына обратно в Гонконг.
В 10-летнем возрасте Бернарда отправили в Англию к родственникам для обучения. Он посещал школу Slade School of Fine Art Университетского колледжа Лондона, где изучал гравюру у Фрэнка Брэнгвина. После смерти отца он был вынужден оставить обучение, дав тяжелобольному отцу обещание строить карьеру в Банке Гонконга и Шанхая (ныне HSBC). В возрасте восемнадцати лет Бернард поехал в Манчестер, чтобы обучаться банковскому делу, и спустя год его приняли на должность младшего служащего HSBC в Лондоне. Однако, быстро разочаровавшись в обретённой профессии, он продолжил заниматься рисованием. В 21 год Лич поступил в Лондонскую школу искусств (London School of Art) в Кенсингтоне.
Читая книги Лафкадио Херна, он заинтересовался Японией, и в 1909 году поехал туда со своей молодой женой Мюриэль (урожденная Хойл). Здесь Бернард занимался живописью, практиковал технику травления, создавал изделия из дерева и выполнял дизайн обложек для журналов. Некоторое время преподавал офорт — его учениками были Тон Сатоми и Кодзима Кикуо, а позже — Рюсэй Кисида.
В Токио Лич выступал с докладами и присутствовал на встречах с Санэацу Мусянокодзи, Наоя Сига, Янаги Соэцу и другими членами группы «Сиракаба», которые пытались познакомить Японию с западным искусством после 250 лет её изоляции. Около 1911 года он посетил гончарную мастерскую, изготавливавшую керамику раку, что стало первым знакомством Лича с керамикой. Благодаря лекциям Исии Хакутэя, он начал учиться у Урано Сигэкити (Urano Shigekichi, 1851—1923). В качестве переводчика технических терминов ему помогал гончар Томимото Кэнкити, с которым он познакомился ранее. С этого времени Лич также начал писал статьи для группы «Сиракаба», разрабатывал обложки для их изданий, в частности для журнала «Fyūzan».

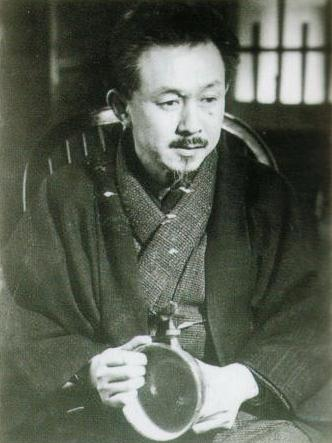
Янаги Соэцу
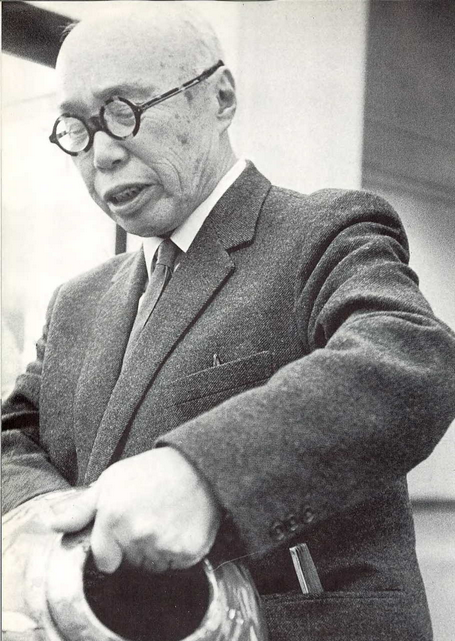
Хамада Сёдзи

Лич переехал в 1915 году в Пекин по приглашению прусского философа и искусствоведа доктора Альфреда Вестарпа (Alfred Westarp), который в то время там жил. Через некоторое время он снова вернулся в Японию, где встретился с керамистом Хамадой Сёдзи. Лич получил от Кэндзана печь для обжига и обустроил её в саду Yanagi garden у Янаги Соэцу (также известен как Янаги Мунэёси), дав ей собственное имя Tōmon-gama. Утвердившись как гончар, Лич решил перебраться в Англию. В 1920 году, перед отъездом, он провел выставки в Осаке и Токио.
Летом 1920 года вместе с Сёдзи Хамадой Бернард Лич отправился в Англию, где они открыли совместную керамическую мастерскую в Сент-Айвсе (графство Корнуолл). В Англию его пригласила Фрэнсис Хорн (Frances Horne), которая основала Гильдию ремесленников (Handcraft Guild) в арт-колонии Сент-Айвса. Она и предложила Бернарду стать гончаром в этой группе. Бернард, его жена и Сёдзи Хамада построили традиционную японскую печь для обжига Anagama kiln, первую в Западной Европе. Печь была реконструирована в 1923 году гончаром Мацубаяси Цуруносукэ (Matsubayashi Tsurunosuke). В этом же году Сёдзи Хамада вернулся в Японию, чтобы продолжить там собственную карьеру, став впоследствии Живым национальным достоянием.
В 1934 году Лич вместе с Марком Тоби путешествовал по Франции и Италии, затем они отправились из Неаполя в Гонконг и Шанхай, где они расстались, и Лич направился в Японию. В 1940 году Лич формально присоединился к учению Бахаи, совершив паломничество к его святыням в Хайфе, Израиль. Приверженность Бахаи усилило его желание сделать что-то для объединения Востока и Запада — «To try more honestly to do my work there as a Bahá'í and as an artist…». Свои произведения он продвигал как сочетание западного и восточного искусства и философии. Его работа была сосредоточена на традиционной корейской, японской и китайской керамике в сочетании с традиционными техниками из Англии и Германии. Он видел керамику как комбинацию искусства, философии, дизайна и ремесла. Свои философские взгляды на жизнь и искусство Бернард Лич отразил в литературном произведении «Книга гончара» («A Potter’s Book»), вышедшем в свет в 1940 году.
Многие гончары со всего мира проходили обучение в гончарной мастерской Лича в Сент-Айвсе, распространяя стиль и философию художника. Среди его британских стажёров и коллег были: Майкл Кардью, Кэтрин Плейделл-Бувери, Уильям Маршалл, Джанет Дарнелл (на которой Лич женился в 1956 году), его сыновья Дэвид и Майкл Лич, а также Уильям Уорралл (стал главным ремесленником в Гильдии ремесел Chalice Well Crafts Guild в Гластонбери). Среди его американских учеников: Уоррен Маккензи, Байрон Темпл, Клэри Иллиан и Джефф Эстрих. Бернард Лич оказал большое влияние на ведущего новозеландского гончара Лен Кастл, другим учеником был индийский гончар Нирмала Патвардхан, который разработал так называемую «глазурь Нирмала» на основе китайской техники XI века, а также кипрский гончар Валентинос Хараламбус и многие канадские ученики, участники гончарного дела западного побережья Канады в 1970-х годах.
Бернард Лич сыграл важную роль в организации единственной Международной конференции гончаров и ткачей в июле 1952 года в Дартингтон-холле, где работал и преподавал. Он проводил свои выставки начиная с 1914 года. В 1977 году работы Лича и его учеников удостоены экспозиции крупнейшего в мире музея декоративно-прикладного искусства — Музея Виктории и Альберта в Лондоне. Художник продолжал работать до 1972 года, не прекращая путешествовать по всему миру. Гончарная мастерская Leach Pottery в Сент-Айвсе до пор остается открытой, в её музее выставлены многочисленные работы Лича и его учеников.
В 1961 году Бернард Лич был удостоен ордена Британской империи степени командора, в 1966 году — японского ордена Священного сокровища 2-го класса, в 1973 году — ордена Кавалеров Почёта, в 1974 году получил Культурную премию Японского фонда.
Умер 6 мая 1979 года в городке Сент-Айвс. Был похоронен на местном кладбище Barnoon Cemetery.

Некоторые работы
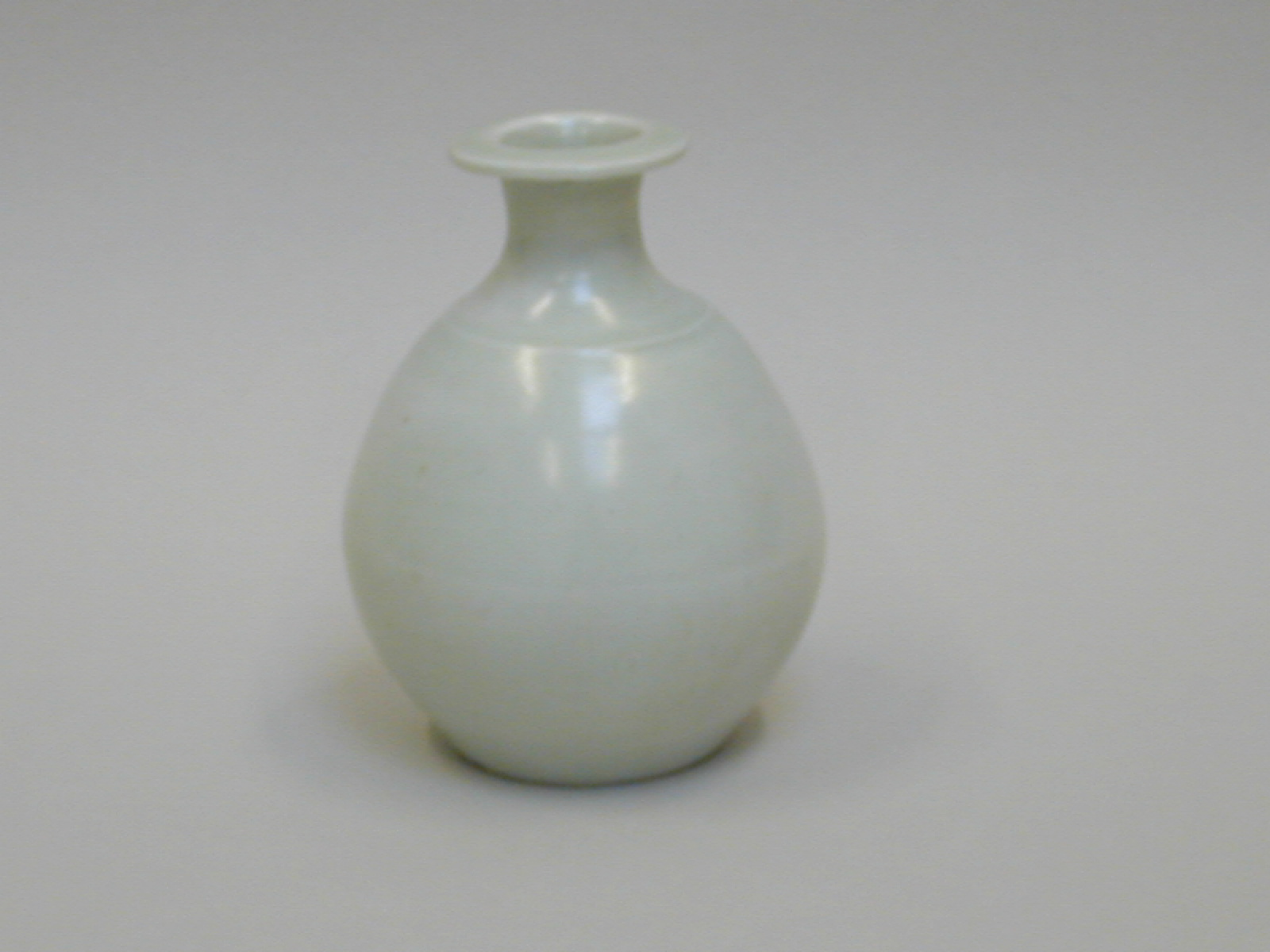
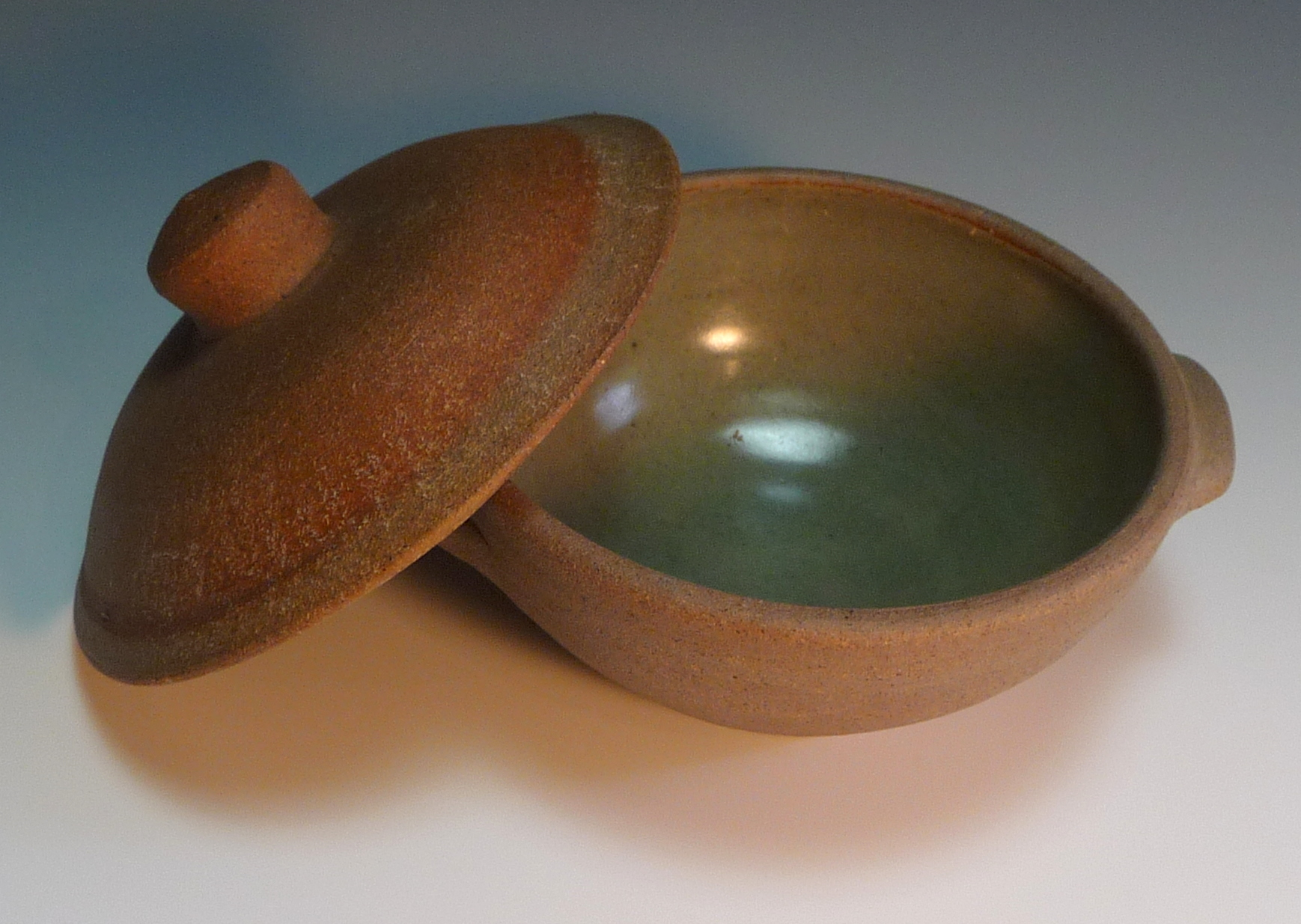
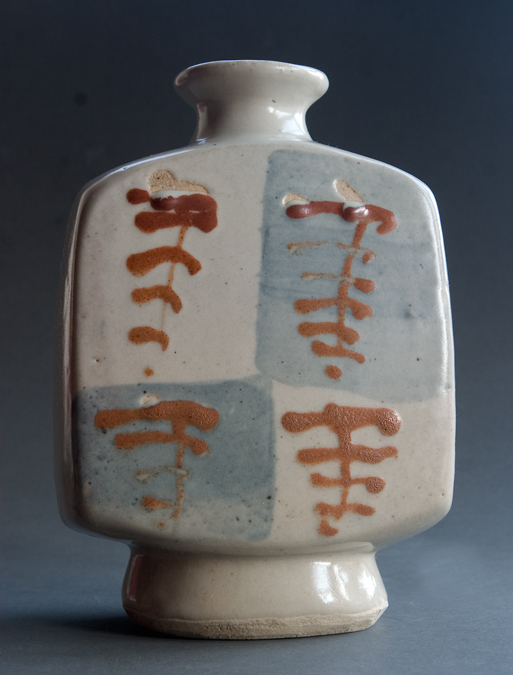
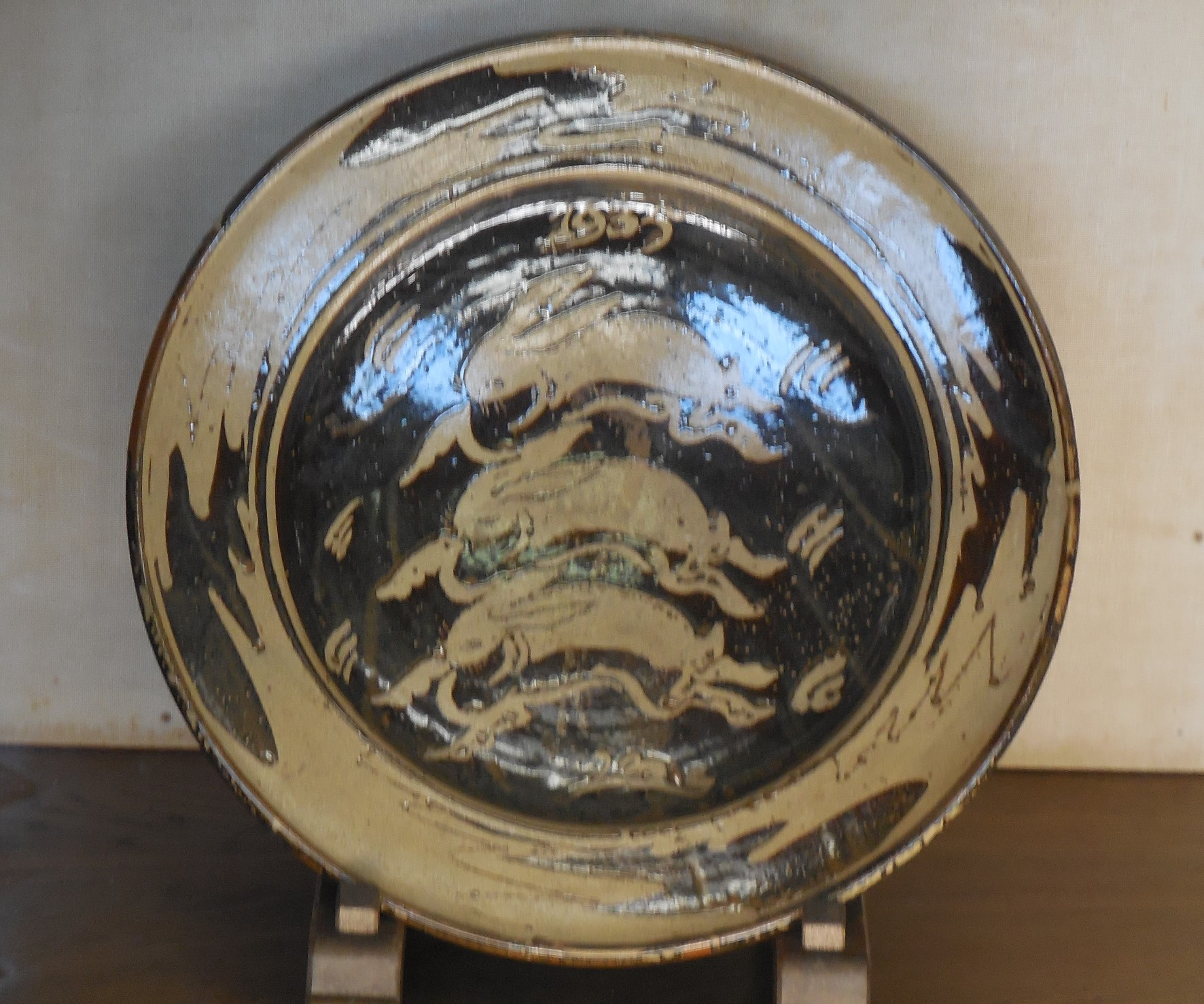
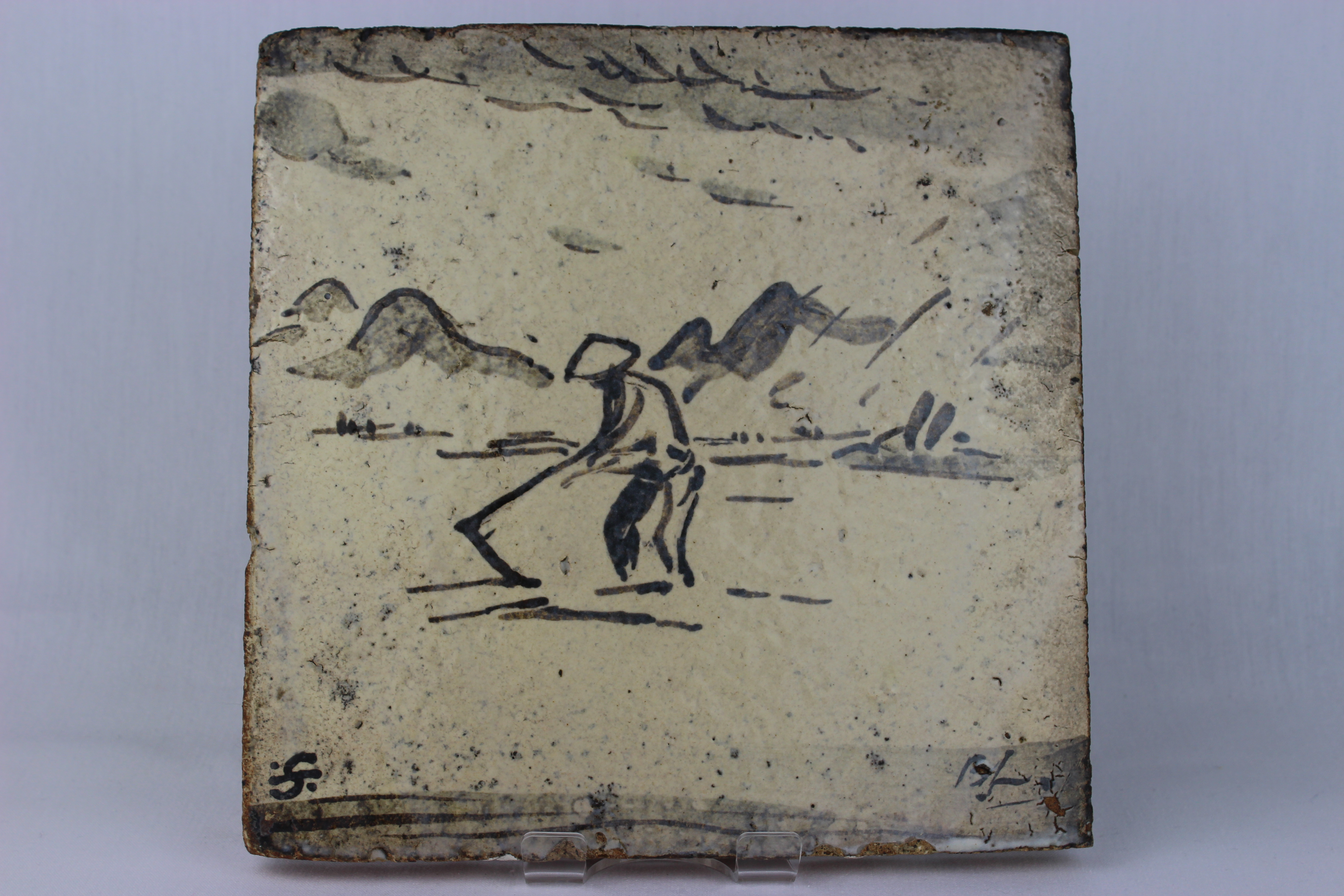